# Mario Galesi
Mario Galesi (Macerata, 23 agosto 1966 – Arezzo, 2 marzo 2003) è stato un terrorista italiano.
Esponente di primo piano dell'organizzazione armata di sinistra denominata Nuove Brigate Rosse, partecipò agli omicidi di Massimo D'Antona nel 1999 e di Marco Biagi nel 2002.

## Biografia

### I primi arresti
Vissuto perlopiù a Roma, verso la metà degli anni ottanta entra a far parte nel movimento dell'Autonomia capitolina e frequenta il centro sociale "Blitz" di Colli Aniene, dove conosce alcuni esponenti delle future Nuove BR. Il suo primo arresto risale al 1986 quando, con l'aiuto di quattro complici, stava tentando di aprirsi un varco con delle tronchesi nel recinto dello Stadio Flaminio, per assistere a un concerto di Ray Charles. Catturato dalla Digos di Roma, Galesi viene accusato di partecipazione a banda armata ma, solo due giorni dopo, viene scarcerato per assoluta mancanza di indizi, nonostante il rinvenimento, nell'appartamento di uno dei complici, di materiale esplosivo e armi da fuoco.
Il 16 gennaio del 1997 viene nuovamente arrestato e condannato a quattro anni di carcere per una rapina (le cui modalità fanno pensare all'autofinanziamento) a un ufficio postale di via Radicofani, a Roma, nel quartiere Monte Sacro dove, assieme ad altri due complici (tra cui Jerome Cruciani, uno dei cinque dello Stadio Flaminio) si fa consegnare la somma di 120 milioni di lire prima di essere catturato, dopo una breve fuga, dai carabinieri del Comando Montesacro.

### Con le Nuove BR
Nel febbraio del 1998, ottenuti gli arresti domiciliari e con un residuo di pena di soli due mesi, Galesi decide misteriosamente (almeno per gli inquirenti di allora) di rendersi irreperibile. In realtà, dietro a quella fuga immotivata, si nasconde la scelta di un passaggio alla clandestinità che verrà alla luce solo in coincidenza con le successive indagini sulla nascita dell'organizzazione armata delle Nuove Br, di cui Galesi può essere considerato come uno degli artefici principali.
Riappare solo il 2 marzo 2003 quando fu coinvolto in un conflitto a fuoco con le forze dell'ordine sul treno Roma-Firenze. La sparatoria scaturì a seguito di un'azione di normale controllo a bordo del treno che, in quel momento, era fermo in località Castiglion Fiorentino. Alla richiesta di tre agenti della PolFer di mostrare i documenti, Galesi e l'altra brigatista Nadia Desdemona Lioce, temendo di essere scoperti, decidono di impugnare le armi e di aprire il fuoco colpendo a morte il sovrintendente Emanuele Petri e ferendo gravemente il suo collega Bruno Fortunato, il quale, pur scampando alla morte, rimase profondamente traumatizzato dall'episodio fino a suicidarsi nel 2010. Galesi fu colpito dagli agenti e, gravemente ferito, venne trasportato all'ospedale di Arezzo, dove morì dopo un lungo intervento chirurgico.
In seguito all'arresto della Lioce e, soprattutto, all'analisi del suo computer palmare gli inquirenti rintracciarono diversi documenti con possibili obiettivi da colpire, risoluzioni strategiche e diverse altre prove che collegavano i due terroristi con la sigla Nuove BR e, di conseguenza, con gli omicidi D'Antona e Biagi.